# Lucio Demare

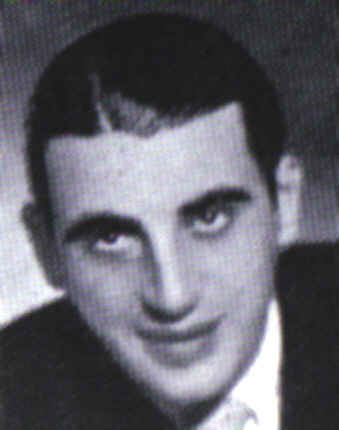
Lucio Demare

Lucio Demare (* 9. August 1906 in Buenos Aires; † 6. März 1974) war ein argentinischer Tangopianist und –komponist.

## Leben
Lucio Demare war der Sohn von Domingo Demare, der Geige in Francisco Canaros Orchester spielte. Sein Bruder war der Regisseur Lucas Demare. Er hatte Klavierunterricht bei Vincenzo Scaramuzza, der auch der Lehrer von Osvaldo Pugliese, Horacio Salgán und Orlando Goñi gewesen war. Er arbeitete bereits achtjährig als Stummfilmpianist, spielte im Alter von dreizehn Jahren in einem Dixieland-Orchester und später in der Jazz-Combo von Adolfo Carabelli im Cabaret Ta-Ba-Ris. Dort trat zur gleichen Zeit das Orquesta Típica Francisco Canaro auf, dessen Bandoneonist Minotto Di Cicco Demare in die Tangomusik einführte.
Nachdem er in Nicolás Veronas Orchester gespielt hatte, wurde er 1926 Mitglied in Canaros Orchester in Paris. Auf Anregung Canaros gründete er mit den Sängern Agustín Irusta und Roberto Fugazot das Trio Argentino, das erfolgreich im Teatro Maravillas in Madrid debütierte, in mehreren Filmen mitwirkte, eine Tournee durch Mittel- und Südamerika und eine zweite durch Europa unternahm und zahlreiche Radioauftritte hatte.
Als 1936 der Spanische Bürgerkrieg begann, kehrte Demare nach Argentinien zurück. Er arbeitete als Filmmusikkomponist in Buenos Aires und erhielt mehrere Preise der Academia de Artes y Ciencias Cinematográficas und der Municipalidad de Buenos Aires. Einige Male trat er als zweiter Pianist neben Luis Riccardi mit Francisco Canaro auf. 1938 gründete er sein Orquesta Típica, dem u. a. als Sänger Juan Carlos Miranda, später Raúl Berón (1943) und schließlich Horacio Quintana (1944–45), als Bandoneonist Alfredo Calabró – später Máximo Mori – und als Geiger Raúl Kaplún angehörten. Für Auftritte bei Radio Belgrano teilte er sich die Leitung des Orchesters mit Elvino Vardaro, von dem er sich 1939 trennte. Mit dem Orchester nahm er mehr als 60 Titel beim Label Odeón auf. Ab 1950 entstanden bei Columbia Records, T.K. und Artfono weitere Aufnahmen, nunmehr mit den Sängern Héctor Alvarado und Armando Garrido. 1955 trat er mit seinem Orchester im Film Sangre y acero auf.
In seinen späteren Jahre trat Demare als Solist oder gelegentlich mit Ciriaco Ortiz oder Máximo Mori in den Nachtclubs von Buenos Aires auf. Er stand mit der Sängerin Tania auf der Bühne von deren Lokal Cambalache und führte eine eigene Bar Tanguería de Lucio (später Malena al Sur).

## Kompositionen
- Mañanitas de Montmartre
- Musett
- Capricho de amo
- Dandy
- Mi musa campera
- Yo era un corazón
- Telón
- Herman
- Mañana zarpa un barco
- Malena
- Solamente ella
- Tal vez será mi alcohol
- Punto muerto
- Cascarita
- Sentimiento tanguero

## Filmmusiken
- 1933: Boliche
- 1934: Aves sin rumbo
- 1936: Ya tiene comisario el pueblo
- 1938: Cantando llegó el amor
- 1938: Dos amigos y un amor
- 1939: ...Y los sueños pasan
- 1939: Atorrante
- 1939: Frente a la vida
- 1939: Nativa
- 1939: Prisioneros de la tierra
- 1940: Chingolo
- 1940: Corazón de turco
- 1940: El cura gaucho
- 1940: El hijo del barrio
- 1940: Encadenado
- 1940: La carga de los valientes
- 1940: Yo quiero morir contigo
- 1941: El mozo número 13
- 1941: Hermanos
- 1941: La quinta calumnia
- 1942: Así te quiero
- 1942: Cruza
- 1942: El viejo Hucha
- 1942: La guerra gaucha
- 1942: La luna en el pozo
- 1943: Oro en la mano
- 1943: Todo un hombre
- 1944: El muerto falta a la cita
- 1944: Su mejor alumno
- 1945: Pampa bárbara (Karawane zur Hölle)
- 1946: Volver a vivir
- 1947: Como tú lo soñaste
- 1947: Nunca te diré adiós
- 1948: La calle grita
- 1949: La cuna vacía
- 1950: La culpa la tuvo el otro
- 1952: Mi noche triste
- 1952: Payaso
- 1952: Un guapo del 900
- 1953: La casa grande
- 1954: Guacho
- 1955: Mercado de abasto
- 1956: Después del silencio
- 1956: El último perro
- 1956: Sangre y acero
- 1958: Detrás de un largo muro
- 1959: Mi esqueleto
- 1959: Zafra
- 1960: Plaza Huincul (Pozo Uno)
- 1961: La sed (Zur Ewigkeit verdammt)
- 1967: La Cigarra está que arde
- 1971: Arriba juventud

## Aufnahmen
- Mañana zarpa un barco
- La casita de mis viejos
- Mi noche triste
- Dandy
- Mañanitas de Montmartre
- La calle sin sueño
- Gricel
- Nunca tuvo novio
- Divina
- Florcita
- Sentimiento tanguero
- Milonguero viejo (Fresedo)
- No te apures carablanca
- El pescante
- En un rincón
- Qué solo estoy
- Pena de amor
- Dónde
- Capricho de Amor
- Mi musa campera
- La racha
- Telón